# Waisenegg
Waisenegg est une ancienne commune autrichienne du district de Weiz en Styrie.
Elle est aujourd'hui incorporée dans la municipalité de Birkfeld.